# Jakob Dieffenbacher

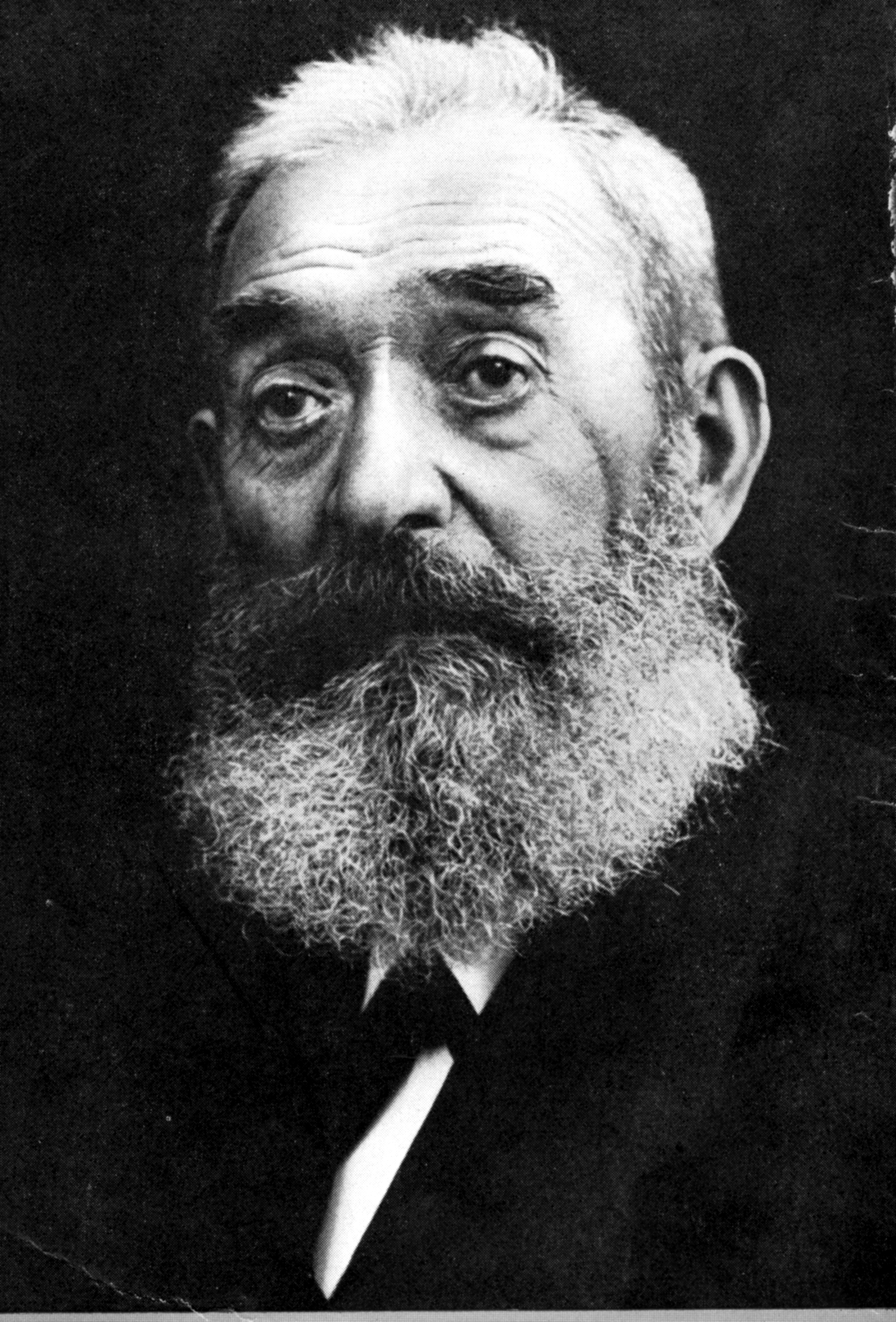
Jakob Dieffenbacher

Jakob Dieffenbacher (* 28. Juli 1847 in Eppingen; † 27. Juni 1929 ebenda) war der Gründer der Maschinenfabrik Dieffenbacher in Eppingen.

## Leben

### Herkunft und Anfangsjahre
Jakob Dieffenbacher wurde als Sohn des Küfermeisters Jakob Dieffenbacher (1813–1878) und der Eva Margaretha Heininger (1811–1879) geboren. Nach seiner Schulzeit in Eppingen erlernte er das Schlosserhandwerk in Mannheim und kam dabei auch in die Werkstatt von Carl Benz. Er machte die Meisterprüfung und gründete eine eigene Schlosserei in Mannheim. 
1873 kehrte er in seine Heimatstadt Eppingen zurück, wo er im gleichen Jahr in der Altstadt, am Bachweg, eine Schlosserei eröffnete, wofür er mit folgender Geschäfts-Empfehlung warb: Hiermit mache ich einem verehrl. hiesigen und auswärtigen Publikum die ergebene Anzeige, daß ich mein Geschäft von Mannheim hierher verlegt habe. Gleichzeitig empfehle ich mich im Anfertigen von Kassenschränken, Futterschneidmaschinen, Pfuhlpumpen etc. und werden auch alle mein Fach einschlagenden Reparaturen bestens besorgt. Um geneigten Zuspruch bittet Achtungsvoll J. Dieffenbacher, Schlosser und Mechaniker.
In den Anfangsjahren wurden die üblichen Schlosserarbeiten wie Schlösser, Zäune, Stahltüren und Eisengitter gefertigt. Ebenfalls wurden Reparaturen, vor allem an landwirtschaftlichen Maschinen und Geräten, ausgeführt. Vor 1900 entstanden in der Schlosserwerkstatt schon Serienprodukte wie Geldkassetten, Kassenschränke, Herde und Öfen. Von den vier zu Jahren gekommenen Söhnen Jakob Dieffenbachers entschieden sich zwei, Wilhelm und Friedrich, in den väterlichen Betrieb einzutreten. Zuvor hatten sie ihre Meisterprüfung abgelegt, Wilhelm bei Krupp in Essen und Friedrich bei Sulzer in der Schweiz.

### Entwicklung zum modernen Industriebetrieb
Die Entscheidung, den Handwerksbetrieb zu einer modernen Fabrik fortzuentwickeln, fiel bald nach 1900. Die voranschreitende Spezialisierung im eigenen Betrieb und in der Wirtschaft allgemein gab den entscheidenden Impuls dafür. 1910 wurde an der Heilbronner Straße das neue Fabrikgebäude mit anschließendem Wohnhaus fertiggestellt. Gleichzeitig wurde das Unternehmen in Maschinenbauanstalt J. Dieffenbacher Söhne umbenannt. Obwohl die Söhne Wilhelm und Friedrich schon die Leitung des Betriebes übernommen hatten, hatte der Unternehmensgründer weiterhin Einfluss auf die Geschicke des Betriebs.
Die Produktpalette umfasste nun Obstmühlen, Milchseparatoren, Kartoffelernter, Saatbeizapparate, Strohpressen, Pflüge und Eggen, Schrotmühlen, Rübenmühlen, Rübenschnitzer, Kreissägen und Jauchepumpen. Alles Produkte, die im ländlichen Kraichgau in Zeiten der fortschreitenden Mechanisierung gefragt waren.
1914 änderte sich der Name des Unternehmens erneut, es hieß nun Maschinenfabrik J. Dieffenbacher Söhne. Eine zusätzliche Spezialität im Produktangebot wurden nun hydraulische Ölpressen und Obstpressen. Der vermehrte Anbau von Ölsaaten, Obst und Wein schaffte Nachfrage.
Während die zweite Generation den Betrieb weiter ausbaute – in den 1920er Jahren wurden 50 Personen beschäftigt – konnte der Gründer Jakob Dieffenbacher die Entwicklungen und Leistungen seiner Söhne im Ruhestand verfolgen. Er starb 1929, dem Jahr einer weltweiten Wirtschaftskrise, im Alter von 81 Jahren.

## Familie
Jakob Dieffenbacher heiratete am 18. April 1872 in Mannheim Elisabeth Jung (1847–1882). Der Ehe entstammten sechs Söhne, von denen vier (Karl, Heinrich, Albert und Wilhelm) zu Jahren kamen, sowie die Tochter Elisabeth.